# Lutocin
Lutocin ist ein Dorf und Sitz der gleichnamigen Gemeinde im Powiat Żuromiński der Woiwodschaft Masowien, Polen.

## Gemeinde
Zur Landgemeinde Lutocin gehören 21 Ortschaften mit einem Schulzenamt:
Boguszewiec
Chrapoń
Chromakowo
Dębówka
Elżbiecin
Felcyn
Głęboka
Jonne
Lutocin
Mojnowo
Przeradz Nowy
Obręb
Parlin
Pietrzyk
Przeradz Mały
Przeradz Wielki
Seroki
Siemcichy
Swojęcin
Szoniec
Zimolza
Weitere Orte der Gemeinde sind Jakubowo, Psota, Rak, Starcz und Szczypiornia.